# Football Club Yutz
 (novembre 2023).
Maillots
Dernière mise à jour : 14 novembre 2024.
Le Football Club de Yutz abrégée en FC Yutz est un club de football français fondé en 1937 et situé à Yutz, en Moselle.
De 1988 à 1996, le club est un habitué de la 3e et 4e division française. Depuis la saison 2017-2018, le club évolue en Régional 2.

## Historique

### Fondation et premiers trophées (1937-1988)
L'ESCH Basse-Yutz est fondé en 1937, peu de temps avant la Seconde Guerre mondiale et l'annexion de la Moselle par les Allemands.
En 1981, le club atteint pour la première fois de son histoire la finale de la Coupe de Lorraine face au JS Audun-le-Tiche mais s'incline sur le score de deux buts à zéro à Hayange. En championnat, Yutz rate de peu la montée et par la même occasion le titre en terminant 2e de Division d'Honneur.
Il faut attendre la saison suivante en 1981-1982 pour voir Yutz s'imposer doucement dans le paysage footballistique lorrain avec une victoire en finale de Coupe de Lorraine face au CSO Amnéville, déjà bien installé à l'époque, sur le score de trois buts à un à Hayange.
Lors de la saison 1986-1987, le club remporte une nouvelle Coupe de Lorraine à Florange face au SC Solgne lors des tirs au but (4-3 après un match nul 2-2). La saison suivante, l'ESCH Basse-Yutz remporte son premier championnat de Lorraine.

### Montée en puissance (1988-1994)
À la suite de son titre de champion de Lorraine, le club accède pour la première fois de son histoire à la Division 4. Durant les deux premières saisons, Yutz termine respectivement 6e et 7e de son groupe,. En parallèle, Yutz remporte sa troisième Coupe de Lorraine en 1989 à Raon-l'Étape face à l'UST Lunéville sur le score de deux buts à un.
C'est lors de la saison 1990-1991 que l'ESCH Basse-Yutz brille en terminant premier de son groupe de Division 4 devant le rival du Thionville FC et accède pour la première fois de son histoire en Division 3.
Lors de sa première saison en Division 3, Yutz termine 8e avec en parallèle une quatrième victoire en Coupe de Lorraine dans un derby face au FC Thionville-Oeutrange sur le score de trois buts à zéro à Algrange. En 1992-1993, le club réalise sa meilleure saison en Division 3 avec une 7e place devant notamment le FCSR Haguenau, l'équipe réserve du FC Metz ou encore du Thionville FC. Cette saison-là, Yutz réalise aussi la meilleure performance de son histoire en Coupe de France avec un 1/32ème de finale face à l'US du Grand Boulogne (défaite trois buts à zéro). En 1993-1994, l'ESCH Basse-Yutz termine 17e de son groupe, juste devant le Thionville FC, et se voit donc relégué en National 3 (ex-Division 4) pour la saison 1994-1995. Par ailleurs, le club change de nom et d'identité à l'issue de cette saison en se renommant "FC Yutz".

### Descente aux enfers (1995-2012)
Terminant dans le ventre mou du championnat à l'issue de la saison 1994-1995, Yutz s'écroule lors de la suivante en terminant dernier de son groupe avec un bilan de neuf points et d'une seule petite victoire cette saison-là. Le club retrouve donc la Division d'Honneur après huit saisons dans les championnats nationaux.
En 1998, c'est le coup de massue ; Yutz termine dernier de son groupe en Division d'Honneur après une saison catastrophique et se retrouve à l'échelon en dessous pour la première fois depuis dix-huit ans.
En 2002, le FC Yutz retrouve la Division d'Honneur durant cinq saisons avant de terminer une nouvelle fois dernier de son groupe en 2007, enregistrant uniquement deux victoires en vingt-six matchs de championnat. En 2008, Yutz retrouve la finale de la Coupe de Lorraine mais s'incline à Yutz face au grand rival du Thionville FC sur le score de deux buts à zéro. Après une énième montée en 2010, le club quitte définitivement la Division d'Honneur (Régional 1 aujourd'hui) en 2012, après une 13e place, synonyme de relégation.

### De nos jours (depuis 2013)
Depuis, le club se bat régulièrement pour le maintien en Régional 2, malgré une belle saison lors de l'exercice 2023-2024 avec une 2e place à seulement six points du FC Hagondage, champion de son groupe.

## Palmarès

### Titres et trophées
Au cours de son histoire, le FC Yutz a remporté un titre de champion de Lorraine, quatre Coupe de Lorraine et enfin un titre de champion de Division 4.
Le tableau suivant récapitule les performances du FC Yutz dans les différentes compétitions officielles françaises.
| Compétitions nationales                                                                                         | Compétitions régionales                                                                                      |
| --- | --- |
| - Division 4 - Vainqueur de groupe : 1991. - Coupe de France - Meilleure performance : 1/32e de finale en 1993. | - Championnat de Lorraine - Champion : 1988. - Coupe de Lorraine (4) - Vainqueur : 1982, 1987, 1989 et 1992. |

## Identité du club

### Logos
L'écusson du FC Yutz dispose de plusieurs informations ; en haut de ce dernier, on y retrouve l'armoirie historique de la ville de Yutz avec en dessous le nom abrégé du club en "FC YUTZ". Enfin, on y retrouve un footballeur tout en bas du logo.

### Couleurs
La couleur historique du club depuis 1937 est le bleu. Cependant, le FC Yutz utilise régulièrement du blanc avec le bleu sur les maillots domicile et extérieur du club.

## Relations avec d'autres clubs

### Rivalités

#### Avec l'US Thionville Lusitanos
Historiquement, le FC Yutz entretient une grande rivalités avec le club de l'US Thionville Lusitanos (anciennement Thionville FC). Il est l'un des derbys les plus proches géographiquement de la région Lorraine, distancé seulement de 2 km, séparé par la Moselle. Les deux clubs se sont rencontrés plusieurs fois dans les championnats régionaux mais aussi nationaux.